# Sąd harcerski chorągwi
Sąd harcerski chorągwi – sąd koleżeński w chorągwi Związku Harcerstwa Polskiego – jednostce terenowej ZHP o zasięgu terytorialnym odpowiadającej najczęściej województwu. Wybór sądu harcerskiego chorągwi jest obligatoryjny (w odróżnieniu od wyboru sądu harcerskiego hufca). Wyboru członków sądu harcerskiego dokonuje zjazd chorągwi, w jego skład wchodzi minimum 9 harcmistrzów. Sąd harcerski na pierwszym posiedzeniu wybiera przewodniczącego sądu, zastępcę lub zastępców przewodniczącego oraz sekretarza.

## Właściwość i zakres działania
Sąd harcerski chorągwi rozpatruje sprawy naruszenia Statutu ZHP, uchwał lub decyzji władz ZHP przez członków ZHP i jest właściwy dla:
- spraw członków władz hufców działających na obszarze chorągwi oraz spraw starszyzny, instruktorów i kadry z przydziałem służbowym do komendy chorągwi i jednostek przez nią powołanych - z wyłączeniem spraw członków władz chorągwi (wyłącznie jako sąd I instancji),
- spraw starszyzny, instruktorów i kadry, z przydziałem służbowym do hufca, w którym nie wybrano sądu harcerskiego (w tym przypadku jest zatem sądem I i II instancji),
- odwołań od orzeczeń wydanych przez sądy harcerskie hufców działających na obszarze chorągwi (jako sąd II instancji),

oraz:
- odwołań od decyzji komendanta hufca w którym nie wybrano sądu harcerskiego, oraz od decyzji komendanta chorągwi o skreśleniu z listy członków ZHP wobec kadry, starszyzny lub instruktorów,
- odwołań od decyzji komendanta hufca w którym nie wybrano sądu harcerskiego, oraz od decyzji komendanta chorągwi w sprawie zaliczenia służby instruktorskiej.
- spraw spornych pomiędzy starszyzną, instruktorami i kadrą związane z ich działalnością w ZHP.

## Składy orzekające
Skład 1-osobowy:
- w postępowaniu pojednawczym w sprawach spornych pomiędzy starszyzną, instruktorami i kadrą związane z ich działalnością w ZHP

Skład 3-osobowy:
- rozpoznaje sprawy w I instancji,
- rozpoznaje Odwołania od orzeczeń wydanych w I instancji przez sądy harcerskie hufców,

Skład 5-osobowy:
- rozpoznaje odwołania od spraw rozpoznawanych w pierwszej instancji przez sąd harcerski chorągwi, dotyczących spraw z hufców, które nie wybrały sądów harcerskich. Sprawa rozpoznawana jest z wyłączeniem członków sądu, którzy orzekali w pierwszej instancji.